# Hôtel de préfecture des Hautes-Alpes
L'hôtel de préfecture des Hautes-Alpes est un bâtiment situé à Gap, en France qui accueille les services de la préfecture du département des Hautes-Alpes.

## Localisation
L'édifice est situé dans le département français des Hautes-Alpes, sur la commune de Gap.